# Cladosporium phyllachorae
Cladosporium phyllachorae är en svampart som beskrevs av M.B. Ellis 1976. Cladosporium phyllachorae ingår i släktet Cladosporium och familjen Davidiellaceae.   Inga underarter finns listade i Catalogue of Life.